# 愛をからだに吹き込んで
「愛をからだに吹き込んで」（あいをからだにふきこんで）は、Superflyの楽曲。2014年10月9日からiTunes Store等で先行配信が行われた後、同年11月19日に18枚目のシングルとしてワーナーミュージック・ジャパンからCD盤が発売された。

## 解説
テレビ朝日系ドラマ『ドクターX〜外科医・大門未知子〜』第3シーズン主題歌。Superflyは同シリーズ主題歌に3作連続での起用となる。越智は本曲について、「誰よりもたくましく、誰よりも優しい。そんな女性像をイメージして作りました」「何度も話し合いを重ねて完成させた、魂のこもった作品です」と話している。
CD盤は通常盤と2万枚限定生産の初回生産限定盤の2種類がリリース。初回生産限定盤には、2014年9月に終了した『僕らの音楽』でのSuperflyのパフォーマンス7本を収録したDVDが付属する。
カップリング曲には、JAPAN FM LEAGUE『JFL presents FOR THE NEXT』テーマソング「You You」、テレビ東京系『Crossroad』エンディングテーマ「クローゼット」の2曲が収録される。
2016年度開幕から広島東洋カープ私設応援団により「チャンステーマ・スーパー」として球場にて演奏された。また、同年にリリースされた22ndシングル『99』内にて上記ドラマシリーズの楽曲全てが再収録された。

## 収録曲

### CD
本シングルでは、多保孝一は曲制作に一切関わっていない。
| #  | タイトル                   | 作詞           | 作曲                | 編曲              | 時間 |
| -- | -------------------------- | -------------- | ------------------- | ----------------- | ---- |
| 1. | 「愛をからだに吹き込んで」 | いしわたり淳治 | Tomoya.S/越智志帆   | 蔦谷好位置        | 4:23 |
| 2. | 「You You」                | 越智志帆/jam   | 越智志帆/蔦谷好位置 | 蔦谷好位置/釣俊輔 | 4:38 |
| 3. | 「クローゼット」           | 越智志帆/jam   | 越智志帆/蔦谷好位置 | 蔦谷好位置/釣俊輔 | 5:13 |

### DVD（初回生産限定盤のみ）
| #  | タイトル                                  | 作詞 | 作曲・編曲 | 時間 |
| -- | ----------------------------------------- | ---- | ---------- | ---- |
| 1. | 「愛をこめて花束を (2008/05/30)」         |      |            | 3:34 |
| 2. | 「Alright!! (2009/06/05)」                |      |            | 3:31 |
| 3. | 「My Best Of My Life (2009/06/05)」       |      |            | 5:36 |
| 4. | 「Wildflower (2010/08/27)」               |      |            | 4:34 |
| 5. | 「タマシイレボリューション (2010/09/03)」 |      |            | 3:32 |
| 6. | 「あぁ (2011/06/24)」                     |      |            | 4:00 |
| 7. | 「輝く月のように (2012/09/21)」           |      |            | 3:48 |

## 収録アルバム
愛をからだに吹き込んで
- 『WHITE』（#9）
- 『99』（#2）
- 『Superfly 10th Anniversary Greatest Hits “LOVE, PEACE & FIRE”』（#8・Disc 1）

You You
- 『WHITE』（#13）
- 『黒い雫 & Coupling Songs: 'Side B'』（#15・Disc 2）

クローゼット
- 『黒い雫 & Coupling Songs: 'Side B'』（#16・Disc 2）